# Urochloa panicoides
Espèce
Statut de conservation UICN

 LC  : Préoccupation mineure
 Urochloa panicoides  est une espèce de plantes monocotylédones de la famille des Poaceae, originaire d'Afrique australe.
C'est une plante herbacée annuelle poussant en touffes. C'est une mauvaise herbe des cultures, notamment de céréales, dans de nombreuses régions du monde où elle a été introduite.
Elle est également cultivée en Inde comme plante fourragère.
Des populations d'Urochloa panicoides ont été signalées comme résistantes à des herbicides en Australie (résistance à l'atrazine depuis 1996 et au glyphosate depuis 2008).

## Liste des variétés
Selon Tropicos (10 janvier 2016) (Attention liste brute contenant possiblement des synonymes) :
- variété Urochloa panicoides var. marathensis (Henrard) Bor
- variété Urochloa panicoides var. panicoides
- variété Urochloa panicoides var. pubescens (Kunth) Bor
- variété Urochloa panicoides var. velutina (Henrard) Bor